# Тернопільська спеціалізована школа № 7
Тернопільська спеціалізована школа І-ІІІ ступенів № 7 з поглибленим вивченням іноземних мов  — середній освітній комунальний навчальний заклад Тернопільської міської ради в м. Тернополі Тернопільської області.

## Історія
Навчальний заклад заснований 10 травня 1955 року як школа з російською мовою навчання, а вже в 1956 році був перший випуск — 34 учні.
1 вересня 1990 — перший набір учнів з російською та українською мовами навчання, а 2000 — перший випуск класів з українською мовою навчання (35 учнів).
З 1 вересня 1997 проводиться набір дітей у спеціалізовані класи з поглибленим вивченням англійської мови.
У грудні 2004 школу реорганізовано в спеціалізовану з поглибленим вивченням іноземних мов.

## Сучасність

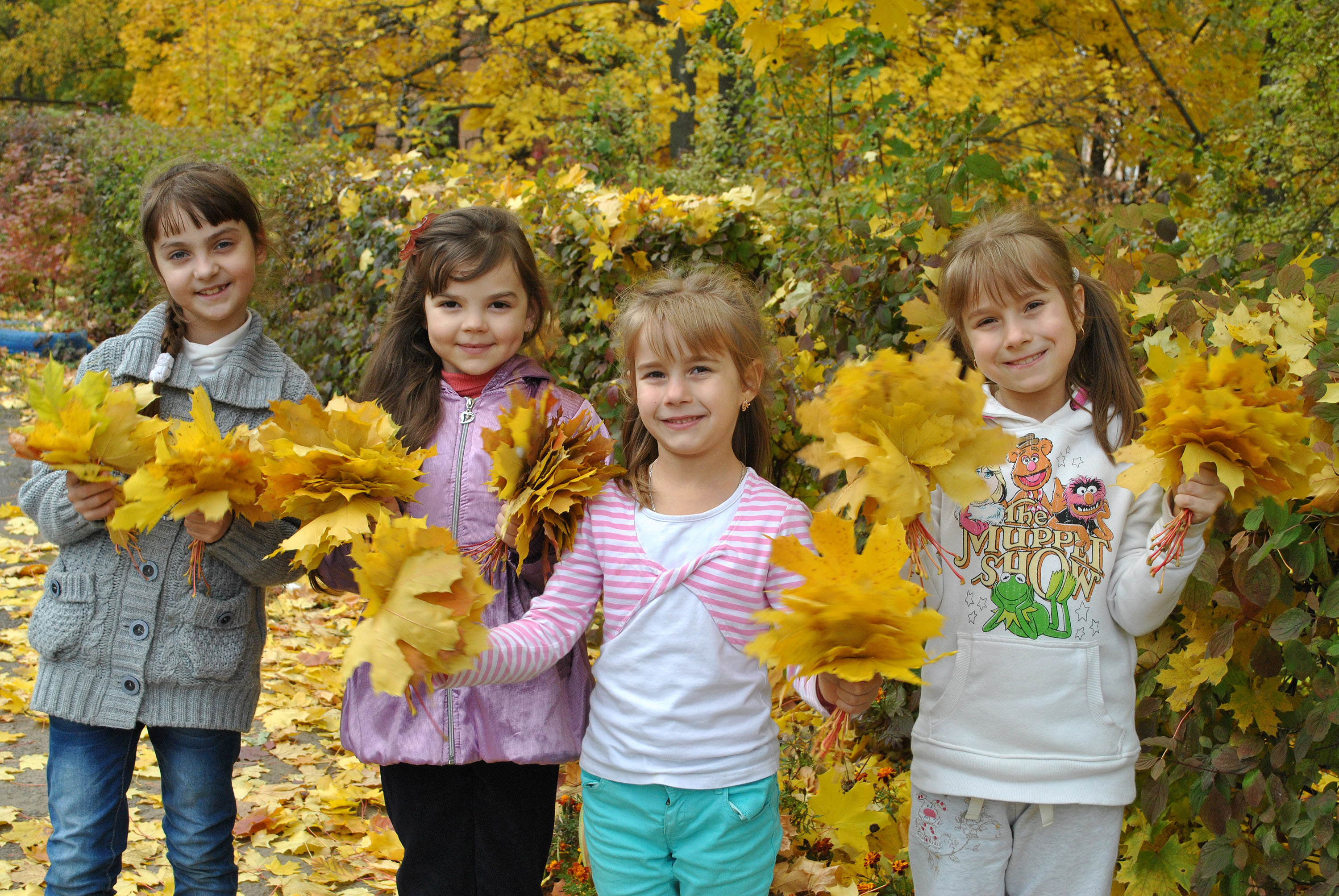
Учениці школи, осінь 2013

У 32 класах школи навчається 932 учні.
У школі викладають англійську, французьку, польську та німецьку мови.

## Педагогічний колектив
- Галина Миколаївна Костюк — директор;
- Тетяна Петрівна Кравчук — заступник директора з виховної роботи, вчитель інформатики;
- Галина Вікторівна Боднарчук — заступник директора з навчально-виховної роботи;
- Тетяна Володимирівна Губар — заступник директора з методичної роботи, вчитель природознавства.

У школі працює 12 вчителів-методистів, 1 вихователь-методист, 23 старших вчителів. 45 педагогів мають вищу кваліфікаційну категорію, 9 — І категорію, 8 — ІІ категорію, 18 — спеціалістів.
Для учнів діють різні гуртки:
- Хореографічний
- Хоровий
- Інформаційно-просвітницька студія «Гарт»
- Школа безпеки «Юний рятувальник»
- Туристичний
- Спортивні секції з футболу, баскетболу, карате, аеробіки.

У школі обладнано 35 навчальних кабінетів, 3 майстерні, спортзал, актовий зал, їдальню, зал ритміки, два комп'ютерних класи, організовано радіомовлення.
Бібліотечний фонд школи нараховує 29216 примірників художньої літератури, 17012 — підручників.

## Відомі випускники
- Юлія Починок (нар. 1990) — українська перекладачка, журналістка, літературознавець, літературний критик.